# Kim Song-gun (Eishockeyspieler)
Kim Song-gun (* 27. Mai 1991) ist ein nordkoreanischer Eishockeyspieler.

## Karriere
Kim Song-gun vertrat Nordkorea im Juniorenbereich bei der U20-Weltmeisterschaft 2010 in der Division III.
Er debütierte als 21-Jähriger bei der Weltmeisterschaft 2013 in der Division III für die nordkoreanische Nationalmannschaft. Auch 2014 stand er für die Ostasiaten in der untersten Spielklasse auf dem Eis. Bei beiden Turnieren verpassten die Nordkoreaner als Zweiter (2013 hinter Südafrika und 2014 hinter Bulgarien) nur jeweils um einen Platz den Aufstieg in die Division II. Auch 2015 spielte er mit den Ostasiaten wieder in der untersten Spielklasse der Weltmeisterschaften. Diesmal gelang durch einen 4:3-Erfolg nach Verlängerung im entscheidenden Spiel gegen Gastgeber Türkei die Rückkehr in die Division II. Dort spielte er bei den Weltmeisterschaften 2016, 2017, als er jeweils die Nordkoreaner als Mannschaftskapitän auf das Eis führte, und 2018.
Auf Vereinsebene spielt Kim für Pyongchol in der nordkoreanischen Eishockeyliga und wurde mit dem Klub 2010, 2011 und 2014 nordkoreanischer Meister.

## Erfolge und Auszeichnungen
- 2010 Nordkoreanischer Meister mit Pyongchol
- 2011 Nordkoreanischer Meister mit Pyongchol
- 2014 Nordkoreanischer Meister mit Pyongchol
- 2015 Aufstieg in die Division II, Gruppe B, bei der Weltmeisterschaft der Division III